# Republica (britische Band)
Republica ist eine englische Musikgruppe aus den 1990er Jahren. Sie wurde 1994 gegründet. Erfolgreiche Singles waren „Ready To Go“ und „Drop Dead Gorgeous“.

## Karriere
Republica kombinierten harte Gitarren-Riffs mit treibenden elektronische Beats zu einer Mischung aus Crossover und Dance. 1996 erreichte die Single „Ready to go“ hohe Platzierungen in den englischen und internationalen Musik-Charts, auch die folgende Single „Drop Dead Gorgeous“ aus dem Album „Republica“ war sehr erfolgreich. Danach dauerte es zwei Jahre, bis das nächste Album „Speed Ballads“ veröffentlicht wurde, das ein kommerzieller Flop war. 2003 erschien „Ready to go – Best of“, das Titel der beiden ersten Alben auf einer CD versammelte.
Ab 2010 gab die Gruppe vermehrt Konzerte, im März 2013 erschien die EP „Christiana Obey“ und ein gleichnamiges Video.
„Ready to go“ wird heute unter anderem vor den Spielen der New York Rangers gespielt und war auf dem Soundtrack von „Sugar & Spice“ vertreten. Der Song „Holly“ wurde in dem Science-Fiction-Film „Cyberspace – Ein Alptraum wird wahr“ verwendet, das Stück „Drop Dead Gorgeous“ im Soundtrack von „Scream“.

## Diskografie

### Studioalben
| Jahr | Titel         | Höchstplatzierung, Gesamtwochen, AuszeichnungChartplatzierungen (Jahr, Titel, Platzierungen, Wochen, Auszeichnungen, Anmerkungen) | Höchstplatzierung, Gesamtwochen, AuszeichnungChartplatzierungen (Jahr, Titel, Platzierungen, Wochen, Auszeichnungen, Anmerkungen) | Höchstplatzierung, Gesamtwochen, AuszeichnungChartplatzierungen (Jahr, Titel, Platzierungen, Wochen, Auszeichnungen, Anmerkungen) | Höchstplatzierung, Gesamtwochen, AuszeichnungChartplatzierungen (Jahr, Titel, Platzierungen, Wochen, Auszeichnungen, Anmerkungen) | Höchstplatzierung, Gesamtwochen, AuszeichnungChartplatzierungen (Jahr, Titel, Platzierungen, Wochen, Auszeichnungen, Anmerkungen) | Anmerkungen                         |
| Jahr | Titel         | DE | AT | CH | UK | US | Anmerkungen                         |
| ---- | ------------- | --- | --- | --- | --- | --- | ----------------------------------- |
| 1996 | Republica     | DE47 (19 Wo.)DE | AT34 (9 Wo.)AT | CH48 (1 Wo.)CH | UK4 Gold · (47 Wo.)UK | US153 (16 Wo.)US | Erstveröffentlichung: 30. Juli 1996 |
| 1998 | Speed Ballads | — | — | — | UK37 (2 Wo.)UK | — | Erstveröffentlichung: Oktober 1998  |

Livealben
- 2013: Live At The Astoria

Kompilationen
- 2002: Ready to Go: The Best Of

EPs
- 2013: Christiana Obey

### Singles
| Jahr | Titel Album                            | Höchstplatzierung, Gesamtwochen, AuszeichnungChartplatzierungen (Jahr, Titel, Album, Platzierungen, Wochen, Auszeichnungen, Anmerkungen) | Höchstplatzierung, Gesamtwochen, AuszeichnungChartplatzierungen (Jahr, Titel, Album, Platzierungen, Wochen, Auszeichnungen, Anmerkungen) | Höchstplatzierung, Gesamtwochen, AuszeichnungChartplatzierungen (Jahr, Titel, Album, Platzierungen, Wochen, Auszeichnungen, Anmerkungen) | Höchstplatzierung, Gesamtwochen, AuszeichnungChartplatzierungen (Jahr, Titel, Album, Platzierungen, Wochen, Auszeichnungen, Anmerkungen) | Höchstplatzierung, Gesamtwochen, AuszeichnungChartplatzierungen (Jahr, Titel, Album, Platzierungen, Wochen, Auszeichnungen, Anmerkungen) | Anmerkungen                          |
| Jahr | Titel Album                            | DE | AT | CH | UK | US | Anmerkungen                          |
| ---- | -------------------------------------- | --- | --- | --- | --- | --- | ------------------------------------ |
| 1995 | Bloke Republica                        | — | — | — | UK81 (2 Wo.)UK | — | Erstveröffentlichung: März 1995      |
| 1996 | Ready to Go Republica                  | DE33 (14 Wo.)DE | — | CH34 (9 Wo.)CH | UK13 Silber · (8 Wo.)UK | US56 (20 Wo.)US | Erstveröffentlichung: 15. April 1996 |
| 1997 | Drop Dead Gorgeous Republica           | DE90 (1 Wo.)DE | — | — | UK7 (7 Wo.)UK | US93 (3 Wo.)US | Erstveröffentlichung: Februar 1997   |
| 1998 | From Rush Hour With Love Speed Ballads | — | — | — | UK20 (3 Wo.)UK | — | Erstveröffentlichung: September 1998 |

Weitere Singles
- 1994: Out Of This World
- 1998: Try Everything
- 2007: Ready to Go (mit Tomcraft)
- 2013: Christiana Obey
- 2023: New York